# Korponay János
Korponay János (Eredeti neve: Kopornyay János komonkai) (Hím, 1819. május 16. – Kassa, 1881. január 15.) katonatiszt, hadtudományi író, a Magyar Tudományos Akadémia levelező tagja, Abaúj vármegye főlevéltárosa, Korponay Gábor amerikai ezredes öccse. Unokaöccse, Korponay István amerikai tizedes.

## Származása, tanulmányai
Kisbirtokos magyar nemesi származású családba született. Apja a császári hadsereg tisztje volt. Korponay János Kassán végezte a gimnáziumot, majd egy évig a kassai bölcsészakadémia hallgatója volt.

## Pályája a császári hadseregben
Apja példáját követve 1834-ben ő is katonának állt, hadfiként lépett a császári és királyi hadsereg magyar kiegészítésű 37. (Máriássy) gyalogezredébe. 1836. május 16-án zászlóssá léptették elő. 1837. december 1-jén alhadnagyi rendfokozatban Abaúj vármegye ajánlatára a bécsi Magyar királyi nemesi testőrség tagja lett. Bécsben lelkiismeretesen tanulta a katonai ismereteket és komolyan elmélyült a hadtudomány kérdéseiben. Számos, később az 1848–49-es szabadságharcban ismertté vált tiszttel szolgált együtt, így például Görgei Artúrral is. 1842. május 1-jén főhadnaggyá léptették elő és beosztották a 32. (Este) gyalogezredbe. Alakulatával egy évig Veronában állomásozott, majd az ezred 3. zászlóaljával Pestre helyezték. 1848 tavaszán a – Josef Edler von Baussnern parancsnoksága alatt álló – Baussnern gránátoszászlóaljban szolgált.

## Szerepe az 1848–49-es szabadságharcban
Rokonszenvezett az 1848. március 15-én lezajlott eseményekkel. Katonai szaktudása, hazafias lelkesedése a kiharcolt vívmányok iránt annyira közismert volt, hogy a nemzetőrséget szervező és a hadügyminisztériumot ideiglenesen irányító Batthyány Lajos maga mellé vette katonai tanácsadónak és 1848. április 17-étől mint a miniszterelnök hadügyi és nemzetőrségi titkára működött. Április 20-ától egyúttal az akkor megalakuló Országos Nemzetőrségi Haditanács előadója is volt. Mészáros Lázár 1848. május 23-ai hazatérése után, részt vett a magyar hadügyminisztérium megszervezésében, június 1-jén minisztériumi titkárrá nevezték ki. Augusztus 1-jén császári és királyi alszázadossá léptették elő. Szeptember 24-én őrnagyi rangban átkerült a honvédség állományába, és a hadügyminisztérium elnöki osztályának titkára lett. A főváros katonai kiürítésében és az 1849. január 2-ai haditanács határozatainak végrehajtásában, a hadügyminisztérium áttelepítése során, folyamatos működés fenntartásában jelentékeny szerepet játszott. A Debrecenben megszervezett hadügyminisztériumban titkárként az elnöki osztály tényleges vezetője lett, mert a decemberben osztályfőnökké kinevezett Gombos László ezredes a fővárosban maradt és jelentkezett a császári csapatoknál. 1849 február közepén Mészáros Lázár javaslatára alezredessé, egyúttal egyúttal az elnöki osztály főnökévé nevezték ki. Május 25-én március 12-ei hatállyal beosztásának megtartása mellett ezredessé léptették elő. Mészáros Lázár lemondása után az új hadügyi vezetés nem tartott igényt szolgálatára, ezért június 20-án addigi hadügyminisztériumi tevékenykedését felcserélte a közvetlen fegyveres harcra.
Július 1-jétől Békés-Bihar-Csanád és Jász-Nagykun-Szolnok megyék népfelkelésének szervezője , majd az itt kiállított népfelkelő sereg parancsnoka lett. Az önálló vezénylettel megbízott Korponay nem kis nehézségek árán szervezte meg, szerelte fel, és kezdte meg a népfelkelők kiképzését. Hatáskörét július 12-én kiterjesztették a Duna–Tisza közére is és közben súlyos harcokban vezette a több mint ezer főből álló alárendelt népfelkelő alakulatokat. Július 25-én Tiszafürednél meghiúsította az orosz haderő Gorcsakov tábornok vezette elővédjének átkelését a Tiszán, de július 27-én az orosz fősereg támadása elől kénytelen volt visszavonulni. Csapatával csatlakozott a tervezett aradi összpontosítás felé vonuló feldunai hadsereg I. hadtestéhez. Alakulatának létszáma a csatlakozáskor 3000 fő körül volt, négy löveggel, de gyalogságának csak alig több mint harmadának volt lőfegyvere, másik része csak kiegyenesített kaszákkal és lándzsákkal volt felszerelve. Az I. hadtest kötelékében részt vett a debreceni ütközetben. A Nagysándor József vezetése alatt vívott összecsapásban népfelkelő serege gyakorlatilag teljesen megsemmisült. Az ütközet után csatlakozott Görgei hadtestéhez és a világosi fegyverletételnél esett fogságba. Kezdetben Aradon raboskodott, ahol a császári hadbíróság december 29-én halálra, majd 1850. január 18-án másodfokon 16 évi várfogságra ítélte. A kufsteini börtönből 1856. április 5-én kegyelemmel szabadult.

## Tudományos pályája
A nemesi testőrségnél kezdett hadtudományi kérdésekkel foglalkozni. 1843-tól különféle lapokban, így például a Tudománytárban, az Akadémiai Értesítőben, a Honderűben, és a Társalkodóban jelentek meg cikkei. Írásaival a hazai tudományos körök, többek között Kiss Károly akadémiai rendes tag figyelmét is felkeltette, és a Magyar Tudományos Akadémia 1844. december 24-ei ülésén megválasztották, „mint hadtudományi írót”, akadémiai levelező tagnak. Levelező tagi székfoglalóját 1845. március 17-ei ülésen tartotta meg, a Hadi földírás című műve I. kötete alapján. 1861-ben Abaúj vármegye főlevéltárosa lett és a megyei honvédegylet elnökeként társadalmi funkciót is betöltött, sikeresen induló tudományos pályáját a szabadságharc és az azt követő fogság megtörte. Számos műve kéziratban maradt. A Magyarország harcztörténete című, a magyar hadművészet történetét a legrégibb időktől saját koráig tárgyaló, öt kötetes munkájának kéziratát 1878-ban mutatta be az Akadémiában, a javasolt átdolgozást azonban halála miatt már nem tudta befejezni.

### Művei
- Hadi földírás, I–II. (Pest–Kecskemét, 1845–1848)
- Abaujvármegye monographiája I/1–4. (Kassa, 1866–1870)

## Emlékezete
A Magyar Tudományos Akadémiában 1882. január 30-án Kápolnai Pauer István tartott fölötte emlékbeszédet. 2001-ben a Magyar Hadtudományi Társaság Korponay János-díjat alapított.